# Alexandre Anissimov
Pour les articles homonymes, voir Anissimov.
 (décembre 2017).
Alexandre Ivanovitch Anissimov (en russe : Александр Иванович Анисимов) (11 avril 1877 – 2 septembre 1937) est un historien de l'art et restaurateur russe, spécialisé dans l'art russe ancien.

## Biographie
Alexandre Anissimov est né à Saint-Pétersbourg, le 30 mars 1877 (11 avril dans le calendrier grégorien) et décédé le 2 septembre 1937 à Sandarmokh en République socialiste soviétique autonome de Carélie. Il étudie au deuxième Gymnasium de Moscou puis à la faculté de philologie et d'histoire de l'Université d'État de Moscou de 1900 à 1904. 
Il travaille d'abord à Novgorod, de 1904 à 1916, comme instituteur au petit séminaire pour garçon. Il donne cours en même temps à l'université populaire de Novgorod. Il participe à la découverte et à la restauration des fresques russes anciennes, parmi lesquelles certaines du XIVe siècle à l'Église Fiodor-Stratilate-sur-la-rivière. Il collabore avec d'autres restaurateurs spécialisés et rassemble des ustensiles liturgiques grâce auxquels le Musée de l'éparchie de Novgorod a pu se constituer un fonds de collection puis organiser un atelier de maîtrise artistique. De 1916 à 1918, il enseigne au gymnasium de Peterhof. De 1918 à 1919, il fait partie de la section muséale du Commissariat du Peuple à l'éducation.
À l'invitation d'Igor Grabar, Anissimov devient collaborateur, puis directeur scientifique de la Commission du Commissariat populaire pour la découverte et la conservation des monuments anciens et pour la restauration des fresques et des icônes anciennes. En 1924, cette commission devient le Centre Igor Grabar de restauration scientifique et artistique de Russie, dont Anissimov prend en charge la supervision de la restauration d'œuvres d'art. En 1921, avec Igor Grabar, il participe à la première conférence sur la restauration en Russie. C'est de cette conférence que provient ensuite la constitution d'un comité destiné à étudier les techniques de restauration des icônes anciennes. Il dirige des travaux de restauration à Iaroslavl, Rostov Veliki, Ouglitch, Vladimir. Il faut citer parmi les œuvres restaurées sous sa direction : les icônes et les fresques liées au nom de Théophane le Grec, à Moscou et à Novgorod ; l'Icône de la Trinité, la Déisis de la Dormition de Zvenigorod d'Andreï Roublev ; les icônes de la Vierge Marie Notre-Dame de Vladimir, l'icône de la Vierge de Bogolioubovo, celle de Notre-Dame Maximovskaïa, Notre-Dame du Signe, l'Orante d'Iaroslavl, La Vierge de Tolga, l'icône « Fiodorskaïa », La Vierge du Don. Il organise aussi des ateliers de restauration à Novgorod, Iaroslavl, Vologda. De 1925 à 1930, il dirige la filiale des ateliers dans la ville de Iaroslavl.
De 1920 à 1929, Anissimov travaille au Musée historique d'État et dirige le département des monuments religieux. Au début des années 1920, il dirige la section « Culture de la Russie ancienne » au Centre Igor Grabar de restauration scientifique et artistique de Russie. À Moscou, il participe aux travaux de l'Académie nationale des beaux-arts. En 1926, il organise une exposition d'icônes anciennes avec l'historien d'art Nikolaï Briaguine. Il participe à l'organisation d'une exposition ambulante d'icônes russes en Europe et aux États-Unis de 1929 à 1932.
Il a enseigné à l'université de Moscou ; au Vkhoutemas il enseigne la peinture byzantine et l'art de la fresque ; à l'université de Iaroslavl il dirige le Cabinet des beaux-arts de 1918 à 1919 ; il est professeur à la faculté d'archéologie (1919—1924), doyen de la section histoire (1920), conférencier sur l'art russe, l'art chrétien primitif, l'art russe du XVIIIe siècle.

### Poursuivi, arrêté, puis fusillé
Il est arrêté pour la première fois en juin 1919, et libéré grâce à l'intervention de Natalia Sedova la deuxième épouse de Léon Trotski. En 1921, il est arrêté à Ekaterinbourg et condamné à 6 mois de travail forcé, mais sans détention. Le 3 février 1921, il est libéré anticipativement. En 1929, il cesse toute activité. Le 6 octobre 1930, il est arrêté pour espionnage et sabotage à l'atelier de restauration de l'État. Le 23 janvier 1931, il est condamné au camp de travail forcé dans le Goulag. Il effectue sa peine aux Îles Solovki. De mai 1931 à septembre 1932, il travaille au musée des Îles Solovski, où il lit beaucoup et restaure des icônes. 
En 1937, il est transféré au camp de travail du canal de la mer Blanche. Le 22 août 1937, il est arrêté dans ce camp et condamné le 26 août par la Troïka du NKVD de la République socialiste soviétique autonome de Carélie à être fusillé. Il est exécuté le 2 septembre 1937 à Sandarmokh. Son nom a longtemps été occulté. L'historien Gerold Vzdornov a rassemblé la partie la plus importante de ses travaux et a écrit à ce sujet en 1984 un article dans la revue Sovietskoïe iskousstvo [Beaux arts soviétiques]. Anissimov a été entièrement réhabilité par le procureur de Carélie en 1989-1990.
Le peintre Boris Koustodiev réalisa son portrait en 1915, sur un décor d'architecture ancienne. Le poète Maximilian Volochine, qui était son ami, lui consacra un poème en 1929.

## Œuvres
- Voyage de la société d'étude en Grèce//Экскурсия студенческого общества в Грецию // Вестник воспитания. XV. 1904, февраль. отд. 1. С. 116—141.
- Exposition historique et archéologique de la société de Novgorod des amateurs d'antiquités// Историко-археологическая выставка новгородского общества любителей древности // Новгородская жизнь. 1910. № 139. С. 1-2; № 140. С. 1-2.
- Restauration des fresques de l'église Fiodor-Stratilate-sur-la-rivière // Старые годы. 1911, февраль. С. 43-52.
- Exposition du XV è congrès sur les églises anciennes de Novgorod //Церковная старина на выставке XV археологического съезда в Новгороде // Старые годы. 1911, октябрь. С. 40-47.
- L'icône de Novgorod de Fiodor le Stratilate //Новгородская икона св. Федора Стратилата / А. И. Анисимов, П. П. Муратов. Памятники древнерусской живописи. — М.: К. Ф. Некрасов, 1916. — 48 с.
- Projet de restauration de Sainte-Sophie à Kiev//Проект реставрации св. Софии Киевской // Художественная жизнь. № 3. 1920. С. 10-12.
- Restauration des peintures anciennes de Iarosalvl// Реставрация памятников древнерусской живописи в Ярославле. 1919—1926. М.: Центральные государственные реставрационные мастерские, 1926. — 16 с.
- L'icône de Vladimir de la Vierge. Prague // Прага, 1928.
- Icône russe pré-mongole Questions de restaurations // Вопросы реставрации: сборник Центральных Государственных Реставрационных Мастерских. Вып. 2 / Под ред. И. Э. Грабаря. — М.: Центральные государственные реставрационные мастерские, 1928. — 284 с.
- Sur l'art ancien en Russie // O древнерусском искусстве. М., 1983.

## Sources
- (ru) Анисимов Александр Иванович. ЯрГУ им. П. Г. Демидова
- (ru) Анисимов Александр Иванович // Справочник научных обществ России
- (ru) Александр Иванович Анисимов (1877—1932 гг.) // История образования в Новгороде Великом